# Tah (Maroc)
Tah (en arabe : طاح, en tamazight : ⵜⴰⵀ) est une localité et une commune marocaine située dans la province de Tarfaya en région Laâyoune-Sakia El Hamra. En 2024, d'après les résultats du recensement général de la population et de l'habitat, la population de Tah est de 894 habitants.

## Géographie

### Localisation
Tah se situe au sud-ouest du Maroc à une soixantaine de kilomètres de Laâyoune. Elle se situe dans le désert du Sahara et se trouve à une vingtaine de kilomètres de l'Océan Atlantique.
La commune fait notamment partie de la Sebka Tah, qui constitue le point le plus bas du Maroc en altitude, elle se trouve donc à environ -55 mètres du niveau de la mer.
| Tarfaya          | Océan Atlantique | Océan Atlantique |
| Océan Atlantique | Tah              | Akhfennir        |
| Daoura (Maroc)   | Daoura (Maroc)   | El Hagounia      |

### Climat
La commune possède un climat désertique selon la classification de Köppern-Geiger. (BWh)

### Voies de transports
La commune est reliée par la route nationale 1 (N1), elle est donc reliée à la ville de Tarfaya au nord et à Laâyoune au sud.

## Histoire

### Monuments

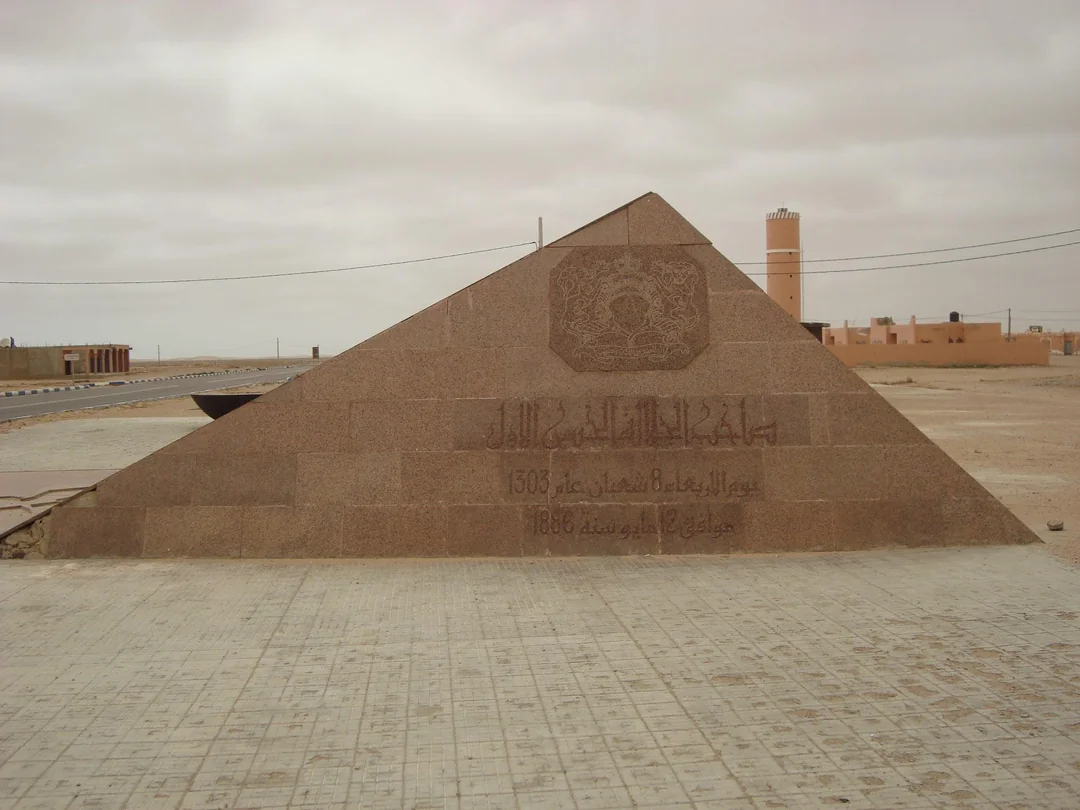
Mémorial Hassan I et II à Tah (Maroc)

Le mémorial du Roi Hassan I et II est installé au sein de la commune, près de la route nationale 1 (N1). Il s'agit du seul monument historique de Tah. Il célèbre la visite du roi Hassan II, dans la ville, dans les années 70.

## Démographie et chiffres
De 1994 à 2014, la population de Tah a augmenté de 1189 à 1516 habitants, soit de 327 habitants.
Néanmoins, de 2014 à 2024, la commune a perdu la quasi-moitié de sa population passant de 1516 à 894 habitants. Cet épisode de baisse de population pourrait s'expliquer par un exode rural vers les communes urbaines comme par exemple celle de Tarfaya qui est la seule de la province du même nom. Le recensement de la population marocaine est effectuée tous les 10 ans et les résultats sont publiés par le Haut commissariat au plan du Royaume du Maroc.
| Année      | 1994 | 2004 | 2014 | 2024 |
| ---------- | ---- | ---- | ---- | ---- |
| Population | 1189 | 1255 | 1516 | 894  |